# Ousman Jarju
Ousman Jarju, más conocido como Jarju (27 de marzo de 1991 en Sukuta, Gambia) es un futbolista gambiano que juega en la UD Barbadás

## Trayectoria deportiva
El 31 de agosto de 2010 tras confirmarse la marcha de Ibrahima Balde al Club Deportivo Numancia firma con el Club Atlético de Madrid.